# 堀井和子
堀井 和子（ほりい かずこ、1954年 - ）は日本のスタイリスト・粉料理研究家・エッセイスト。

## 経歴
東京都生まれ。上智大学外国語学部フランス語学科卒業。結婚後、フリーの料理スタイリストに。夫の転勤に伴い、1984年からの3年間、ニューヨークに暮らす。1987年に帰国後は、食に関するエッセイやレシピ本を多数執筆。エッセイでは写真も自ら手掛けることが多い。

## 著書

### 単著
- 『堀井和子の気ままなパンの本　ニューヨークで出会ったいろいろな国のいろいろなパン そのお話とレシピ』（白馬出版、1987）
- 『堀井和子の気ままな朝食の本　気持ちのいい朝に食べたいおしゃれな朝ごはんのいろいろそのお話と簡単レシピ』（白馬出版、1988）
- 『ヴァーモントへの本』（白馬出版、1989）
- 『堀井和子の気ままな気ままなおかしの本　Love and dessert デザート・タイムのとっても簡単なレシピ・ノート』（白馬出版、1989）
- 『テーブルのメニューABC』（文化出版局、1991）
- 『ヴァカンスのあとで』（徳間書店、1992）
- 『日曜日のおひるごはん』（マガジンハウス、1992）
- 『粉のお菓子、果物のお菓子』（文化出版局、1993）
- 『Sunday and brunch　つぎの日曜日のおひるごはん』（マガジンハウス、1995）
- 『ある日のメニュー　絵のあるレシピ』（文化出版局、1995）
- 『堀井和子の1つの生地で作るパン　私のパンのおいしいレシピ』（文化出版局、1996）
- 『おいしいテーブル』（集英社、1996）
- 『日曜日のやさいレシピ』（マガジンハウス、1997）
- 『早起きのブレックファースト』（KKベストセラーズ、1998）
- 『モーニングブレッドとパンケーキ』（柴田書店、1998）
- 『Cheese book　のんびり日曜日のチーズの本』（マガジンハウス、1998）
- 『アァルトの椅子とジャムティー』（KKベストセラーズ、1999）
- 『小さな家とスイスの朝食』（KKベストセラーズ、2000）
- 『アップルケーキとしなもんぎらい』（KKベストセラーズ、2001）
- 『和のアルファベットスタイル　日本の器と北欧のデザイン』（文化出版局、2001）
- 『Tray　のせる・はこぶ・おく』（KKベストセラーズ、2001）
- 『朝ごはんの空気を見つけにいく』（講談社、2002）
- 『おしゃべりなごちそう』（KKベストセラーズ、2002）
- 『「お買いもの」のいいわけ』（幻冬舎、2002）
- 『1/10000デパートメントストア』（筑摩書房、2003）
- 『2日目のプティ・デジュネ』（KKベストセラーズ、2003）
- 『26枚のテーブルクロス　わが家のテキスタイルabc』（文化出版局、2003）
- 『私が好きなルール』（幻冬舎、2003）
- 『北東北のシンプルをあつめにいく』（講談社、2004）
- 『うちで焼く丸パン』（文化出版局、2004）
- 『テーブルクロスとおひるごはん　ごはんの時間が楽しくなる44のレシピ』（柴田書店、2004）
- 『収ったり、出したり』（幻冬舎、2004）
- 『こんなふうに食べるのが好き　10人のこだわり10人のおいしい』（アスコム、2005）
- 『おやつの記憶をたどりにいく』（講談社、2006）
- 『もの好きの食器棚と愉快な時間』（集英社、2006）
- 『家をめぐる冒険』（幻冬舎、2006）
- 『パンに合う家のごはん』（文化出版局、2007）
- 『みてまわる日々』（幻冬舎、2008）
- 『紙との時間a.b.c』（筑摩書房、2009）
- 『わくわくを見つけにいく』（講談社、2011）